# Jacob von Knuth

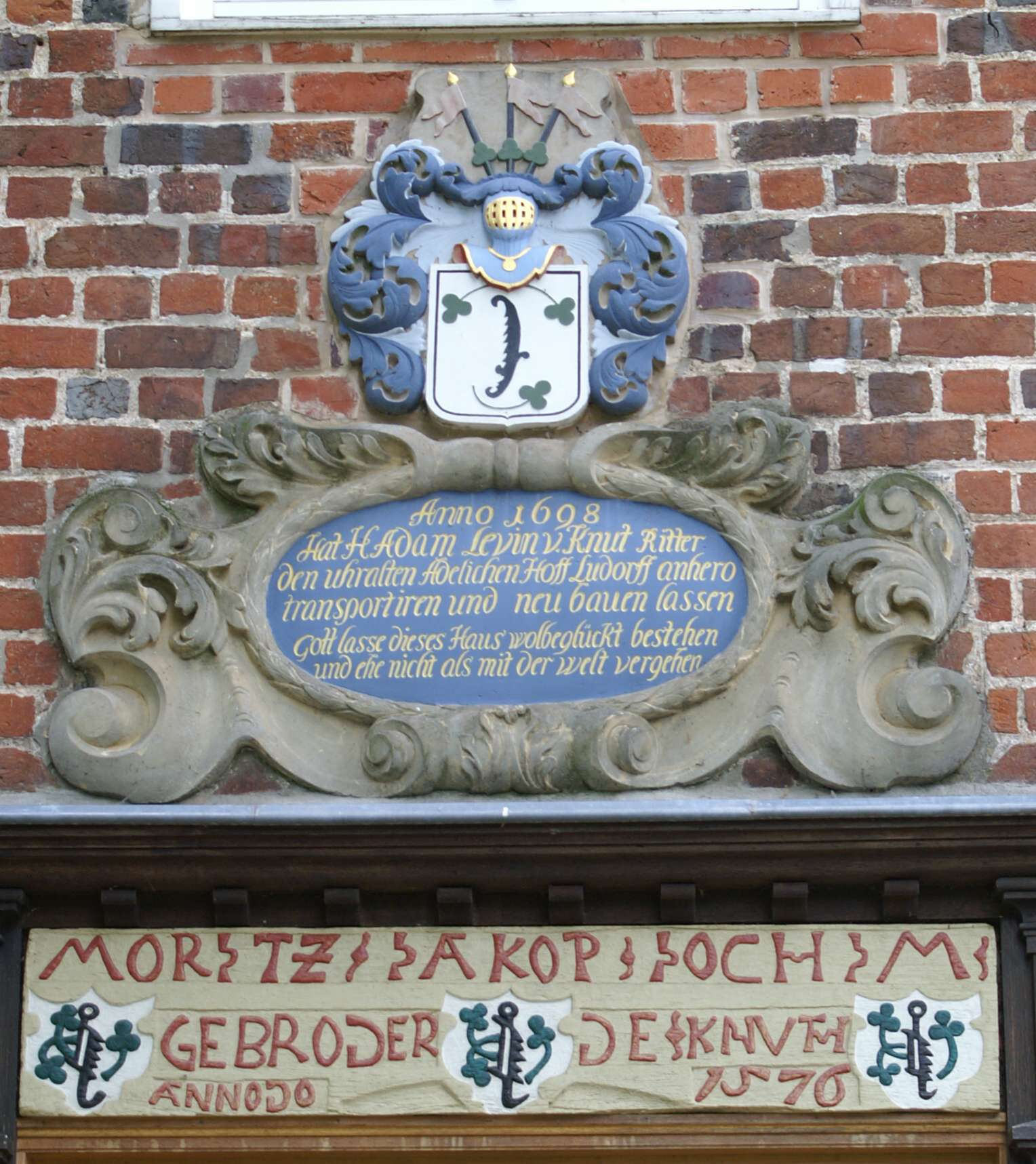
Originalholzbalken von 1576 aus Leizen mit Inschrift der Brüder Jacob, Moritz und Joachim von Knuth (heute am Gutshaus Ludorf)

Jacob von Knuth, auch Jakob von Knuth (* um 1550; † um 1597) war ein deutscher Edelmann und Amtmann. Er war Erbherr auf Leizen, Priborn und Spitzkuhn.

## Leben
Jacob von Knuth wurde als Sohn Wentzloff III. von Knuths und Anna von Wülschens in das mecklenburgische Uradelsgeschlecht von Knuth geboren.  1570 klagte er mit seinen Brüdern Moritz und Joachim gegen die Kaplane zu Röbel. Gemeinsam mit seinen Brüdern baute 1576 er ein neues Hauptgebäude auf Leizen. 1577 leistete er seinen Lehnseid auf dem Mecklenburg Landtag in Schwerin auf Herzog Ulrich ab, auf dem Landtag entschuldigte er seine abwesenden Brüder.
1581 wurde er Amtmann in Wredenhagen.
Am 12. April 1591 wurde Jacob mit Joachim Friedenhagen zu Dambeck zum Kommissar der Priegnitz gegen die Rohr ernannt. Möglicherweise war er auch Amtmann in Plan und stand in fürstlichen Diensten.
Aus seiner Ehe mit Sophie von Kruse (* vor 1565; † nach 1580) entsprang der Sohn Wentzloff IV. von Knuth.